# Джаназа-намаз

Джаназа-намаз над телом Валиуллы-хазрата Якупова во дворе Апанаевской мечети. 2012 г.

Джаназа́-нама́з (араб. صلاة الجنازة‎ —  похоронная молитва‎) — молитва, совершаемая перед погребением тела мусульманина.

## Порядок совершения
После того, как тело покойного омоют и облачат в кафан (саван), над ним совершают джаназа-намаз. Джаназа-намаз совершается стоя. В отличие от обычного намаза, в джаназа-намазе нет поясных (руку) и земных (саджда) поклонов. Имам молитвы становится возле могилы (тела), а все остальные молящиеся стоят за ним.
Основными обязательными элементами джаназа-намаза являются:
- Ният — намерение[3];
- Такбиры — произнесение слов «Аллаху акбар»[4];
- Киям — стояние на ногах[5].

## Обязанность
Выполнение погребальной молитвы джаназа намаз за упокой умершего мусульманина является коллективной обязанностью (фард кифайя), и если ни один мусульманин из джамаата (общины) не совершит её, то весь джамаат впадает в грех.